# Иларион Буров
Иларион Атанасов Буров е български лекар, политик, бивш кмет на Русе.

## Биографични данни
Иларион Буров е роден на 24 април 1873 година в Лясковец. Баща му, Атанас Буров, е лекар и първи братовчед на банкера Иван Буров и политика Атанас Буров.
Завършва медицина в Тулуза и след това специализира в Париж г. След завръщането си в България е назначен за полкови лекар в Свищов (1900-1906). По време на Балканската и Първата световна война е военен лекар. Съдружник във фамилната фирма „Д. А. Буров и сие“. Член на Народната партия и по-късно след Първата световна война — на Обединената народно-прогресивна партия, в която заема ръководни постове. Професионално и граждански ангажиран със здравеопазването в Русе.
Избран е за общински съветник на 16 октомври 1911 г. с листата на Народната партия, а на 20 май 1915 г. - от общинския съвет за кмет. Поради мобилизацията му в армията д-р Иларион Буров отсъства дълго време от града и неговите функции изпълнява помощникът му Георги Михайлов. Това положение е до 9 декември 1916 г., когато за кмет е назначен Г. Михайлов, а д-р Буров остава общински съветник.
През есента на 1930 г. д-р Иларион Буров прави дарение от 50 хил. лв. в облигации от Бежанския заем за основаване на фонд „Д-р Иларион и Мария Бурови“, с лихвите от който да се купува бельо за общинската болница.
Завещава в полза на общинската болница в града 5 хиляди акции от БТБ с номинална стойност 500 хил. лв. Условието, което поставя, е болницата да носи неговото име, а общината да се грижи за неприкосновеността на капитала.

## Кметски мандат
Д-р Иларион Буров е избран за кмет на 20 май 1915 г. от общинския съвет след отстраняването на Стефан Огнянов от поста поради заведеното срещу него дело за корупция, свързана с проточилото се дълги години електрифициране на града.
На д-р Буров се пада тежкият жребий да ръководи Русенската община в много труден момент, който бележи началото на участието на страната в Първата световна война. За най-належащите нужди, които трябва да удовлетвори общината, кметът е принуден да сключи заем за 300 хил. лв. Независимо от това е завършено главното трасе на градската водопроводна мрежа.